# Oleh Jaščuk
Oleh Jaščuk, traslitterato anche come Oleg Iachtchouk o Jasjtsjoek (in ucraino Олег Ростиславович Ящук?, angl. Oleg Yashchuk; Hrybova, 26 ottobre 1977), è un ex calciatore ucraino, di ruolo attaccante.
Dopo aver iniziato in patria, gioca anche per i colori di Anderlecht, Ergotelis e Cercle Bruges, ritirandosi nel 2014. In carriera ha vinto 6 titoli nazionali, 4 campionati e 2 Supercoppe del Belgio, tutti con la maglia dell'Anderlecht. Vanta 29 presenze e 4 gol nelle competizioni UEFA per club.

## Palmarès

### Club

#### Competizioni nazionali
- Campionato belga: 4

Anderlecht: 1999-2000, 2000-2001, 2003-2004, 2005-2006
- Supercoppa del Belgio: 2

Anderlecht: 2000, 2001